# فرودگاه مویال
فرودگاه مویال (به انگلیسی: Moyale Airport, Kenya) یک فرودگاه همگانی، غیرنظامی با کد یاتا OYL است که یک باند فرود آسفالت دارد و طول باند آن ۱۳۰۰ متر است. این فرودگاه در شهر مویال، کنیا کشور کنیا قرار دارد و در ارتفاع ۸۵۰ متری از سطح دریا واقع شده‌است.